# Indie pop

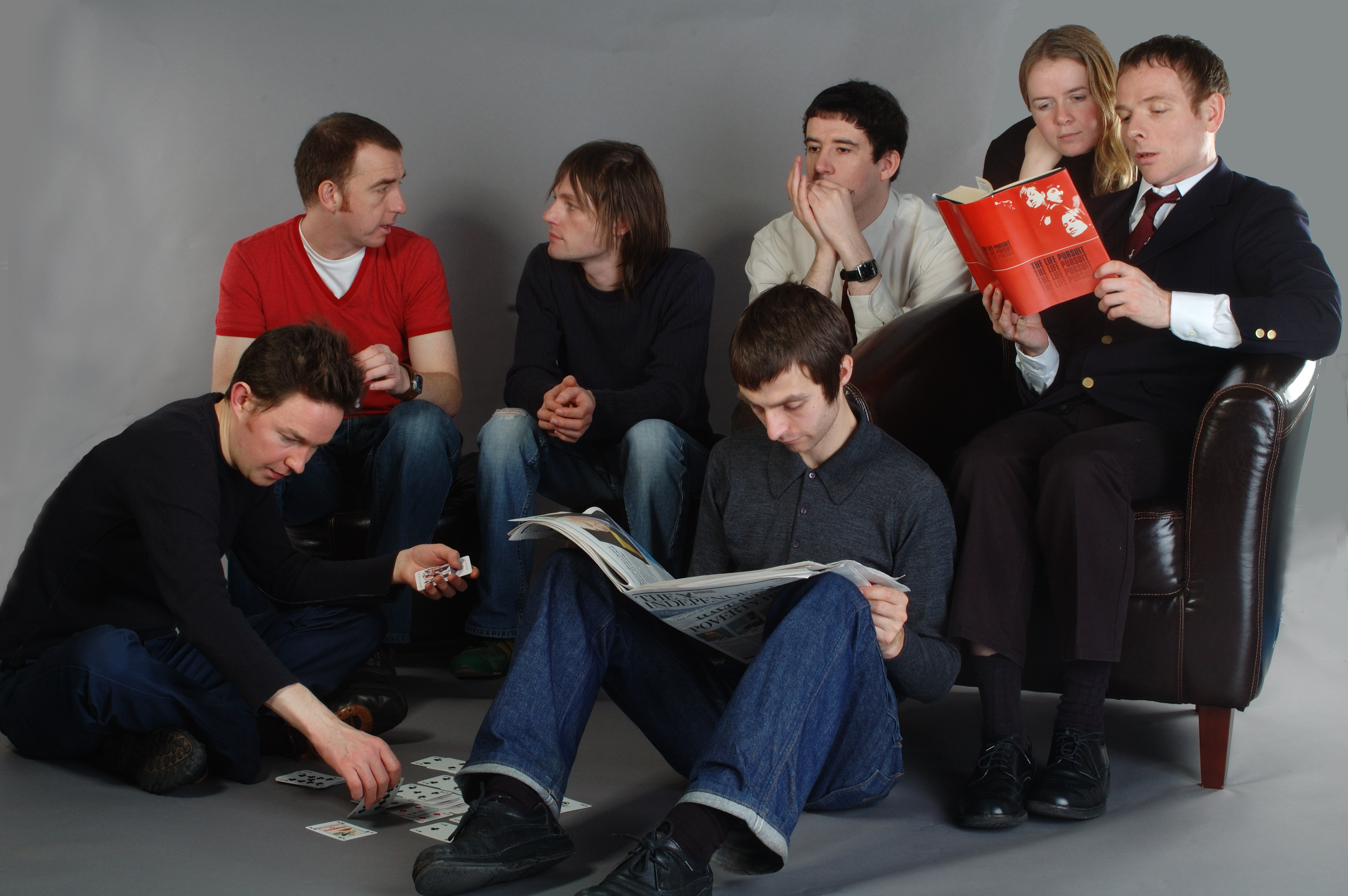
Belle and Sebastian, banda escocesa de indie pop. Da esquerda para a direita: Mick Cooke, Richard Colburn, Bobby Kildea, Chris Geddes, Stevie Jackson, Sarah Martin e Stuart Murdoch.

Indie pop é um gênero musical e subcultura que, em sua definição original, combina "pop de guitarra" com a ideologia ética Do it yourself ("faça você mesmo"), em oposição ao estilo e tom da música pop mainstream. O estilo é derivado do pós-punk britânico e teve origem no final da década de 1970. Posteriormente, gerou um fanzine próspero, gravadoras e festivais. O estilo é um complemento do indie rock e difere dele
na medida em que é mais melódico e suave, tanto em instrumentação quanto nos temas abordados. De acordo com o site AllMusic, o indie pop "reflete o lado mais doce e suave do underground, com uma maior ênfase em harmonias, arranjos e composição." O indie pop não só incorpora a "qualidade singela do punk e sua ética DIY", mas também "a doçura e atratividade do pop mainstream".
Nos últimos anos, a definição de indie pop tem bifurcado para também significar artistas e bandas de movimentos não relacionados ao DIY com tendências pop. Os artistas deste gênero musical desejam percorrer um caminho mais distante do mercado musical de natureza predominantemente comercial. Eles fazem questão de preservar sua autonomia e o domínio integral de sua música e da carreira profissional.

## História e definições

Leon of Athens

Tanto indie quanto indie pop se referiam originalmente à mesma coisa durante o final da década de 1970. Inspirado mais pela ética DIY (sigla de Do It Yourself - "Faça você mesmo") do punk rock do que seu estilo musical, bandas de guitarra foram formadas no intuito de gravar e liberar sua própria música em vez de ter que adquirir um contrato com uma grande gravadora. De acordo com Emily Dolan, o indie se baseia na música distorcida do Velvet Underground, o "grito rebelde" do punk inicial e "algumas das figuras mais peculiares e excêntricas do rock", como Jonathon Richman. O indie pop era um contraste sem precedentes dos tons pesados e sérios dos estilos de rock underground iniciais, além de ser um afastamento do glamour da música pop mainstream.
O conceito de música indie não se consolidou até o final da década 1980 e início dos anos 90. O álbum de estréia homônimo do Beat Happening, de 1985, também foi influente no desenvolvimento do som do indie pop, particularmente na América do Norte. No início da década de 1990, o indie pop britânico influenciou e se ramificou para uma grande variedade de estilos. Os Estados Unidos tiveram muitos entusiastas do indie pop por meados dos anos 90. A maior parte da noção moderna de música indie provém da compilação C-86, de 1986, da revista NME, que reúne muitas bandas de guitarra inspiradas nos primeiros sons psicodélicos do rock de garagem dos anos 60. A fita C-86 inclui músicas de bandas como McCarthy, The Wedding Present, Primal Scream e Bodines - influenciadas em igual medida, pelo pop de guitarra dos Smiths e pelas músicas de três acordes dos Ramones. Também chamado de "pop anorak" e "pop desajeitado" pela imprensa britânica, o C-86 foi um movimento de vida curta, mas influenciou várias bandas novas, de ambos os lados do Atlântico, que absorveram as lições fundamentais da cena de simplicidade e honestidade de forma impressionante.

"Dentro dos gêneros indie, as questões de autenticidade são especialmente proeminentes: o indie nasceu em uma tentativa utópica de parar o ciclo inevitável de bandas sendo corrompidas pelo mainstream."

— Emily I. Dolan, Popular Music.
Outra característica da cena original era sua temática não-sexual, muitas vezes dita ingênua. O jornalista e critico musical Simon Reynolds, falando sobre o aspecto político e cultural do indie pop, se refere a uma "revolta na infância": "A inocência infantil e assumida ingenuidade permeiam a cena: suas roupas são assexuadas, suas mangas têm franjas, suas cores são em tons pastéis."
Contudo, com o passar do tempo a ideologia inicial do indie pop perdeu sua força, restando apenas o legado em nome da simplicidade e honestidade musical no universo pop, em contraposição à exuberância e aos exageros do chamado pop mainstream. Na Europa, um dos maiores sucessos de crítica do gênero nos anos 1990 foi alcançado pela banda Belle and Sebastian. Nos Estados Unidos, vários artistas de indie pop foram lançados pela K Records. No Brasil, bandas geralmente citadas como influenciadas pelo estilo são Ludov e Pato Fu.
Segundo a publicação online Pitchfork, "Indie pop não é apenas [música] indie que é pop. Não muitas pessoas percebem isso, ou realmente se importam de qualquer maneira. Mas você pode ter certeza que os fãs de indie pop sabem disso. Eles têm seus próprios apelidos, a música que eles ouvem, seu próprio cânone de bandas e gravadoras lendárias, suas próprias estrelas pop, seus próprios zines, sites, Mailing lists, estética, festivais, iconografia, acessórios de moda e piadas. Em suma, sua própria cultura."
O crítico musical Dave Heaton, do PopMatters, escreveu o seguinte (sobre o uso do termo indie pop):
(...) o termo "indie pop" tem sido usado por publicações como um descritor para todos os tipos de música que eu não pensaria dessa maneira, do pseudo-folk dos The Lumineers à música "alegre" afetada dos anúncios da Target. Tornou-se uma forma de descrever todo tipo de música indie.
Minha definição pessoal de indie pop é uma mistura do sentido histórico e um sentido mais intuitivo para o que se classifica como "pop" dentro do mundo de música não-corporativa, feita de forma independente. O foco na melodia e na harmonia é um traço básico, mas também me sinto atraído pela música com uma sensação de melancolia sobre o mundo, mesmo dentro de sentimentos que são felizes ao nível da superfície. Além disso, é a música que transmite aos ouvintes um sentimento de intimidade, uma impressão de abertura de espírito, de personalização -  muitas vezes o indie-pop pode ser música sobre música. (...) ela pode soar como "música secreta", feita apenas para os nossos ouvidos e, ao mesmo tempo, como se estivéssemos sendo puxados para uma comunidade.

De certa forma, essa insularidade e a estética do indie pop podem ser vistas como reacionárias. Um tipo de resposta aos acontecimentos dominantes no mundo - guerra, corporatização, velocidade, narcisismo, moda. Isso pode manifestar-se mais frequentemente no escape em um acolhimento reconfortante dos sons e das melodias. A lentidão, a gentileza, a sensibilidade não são necessariamente valorizadas pela cultura dominante."
Musicalmente, o indie pop é caracterizado pela estrutura de música pop e instrumentação típica do rock (bateria, guitarra, baixo). O indie pop difere do indie rock na medida em que é mais melódico e suave, tanto em instrumentação quanto nos temas abordados.

## Gêneros relacionados

### Twee pop
Twee pop é um subgênero do indie pop que se originou da fita C86. Caracterizado por sua simplicidade e inocência percebida, algumas de suas características definidoras são harmonias garoto-garota, melodias cativantes e letras sobre o amor. Durante muitos anos, a maioria das bandas foi distribuída por Sarah Records (no Reino Unido) e K Records (nos EUA).

### Chamber pop
Chamber pop é um subgênero do indie pop que apresenta uma orquestração elaborada. O chamber pop (também chamado ork-pop, abreviação de "pop orquestral") é um estilo de música caracterizado por uma ênfase na melodia e textura, o uso intrincado de cordas, piano e harmonias vocais e outros componentes extraídos da lounge music.